# Liste der Monuments historiques in Échenay
Die Liste der Monuments historiques in Échenay führt die Monuments historiques in der französischen Gemeinde Échenay auf.

## Liste der Objekte
| Bezeichnung                  | Beschreibung                           | Standort                                              | Kennzeichnung | Schutzstatus | Datum | Bild |
| ---------------------------- | -------------------------------------- | ----------------------------------------------------- | ------------- | ------------ | ----- | ---- |
| Skulptur Madonna mit Kind    | Stein, farbig gefasst, 16. Jahrhundert | in der Kirche St-Martin (Lage)                        | PM52000421    | Classé       | 1965  |      |
| Skulptur Johannes Evangelist | Stein, 15. Jahrhundert                 | Rue du Lavoir-Saint-Jean, auf dem Brunnenstock (Lage) | PM52000422    | Classé       | 1929  |      |